# Mallinella karubei
Mallinella karubei är en spindelart som beskrevs av Ono 2003. Mallinella karubei ingår i släktet Mallinella och familjen Zodariidae.
Artens utbredningsområde är Vietnam. Inga underarter finns listade i Catalogue of Life.